# Xã Weld, Quận Stutsman, Bắc Dakota
Xã Weld (tiếng Anh: Weld Township) là một xã thuộc quận Stutsman, tiểu bang Bắc Dakota, Hoa Kỳ. Năm 2010, dân số của xã này là 31 người.